# Albert Eide Parr
Albert Eide Parr (15 août 1900 - 16 juillet 1991) est un biologiste marin, zoologiste et océanographe américain d'origine norvégienne. Il est directeur du Musée américain d'histoire naturelle de 1942 à 1959. Parrosaurus missouriensis, une espèce de dinosaure herbivore, porte son nom,,,.

## Biographie
Albert Eide Parr est né et grandit à Bergen, en Norvège. Son père, Thomas Johannes Lauritz Parr, est professeur à l'école de la cathédrale de Bergen. Il fait la connaissance de Jørgen Brunchorst, directeur du musée de Bergen et développe très tôt un intérêt pour la biologie marine. Il étudie à l'Université d'Oslo (1921-1924) et devient cand.mag. en 1925. Il travaille comme assistant en zoologie au musée de Bergen de 1924 à 1926.
Lui et sa femme se rendent aux États-Unis en 1926, où Parr aurait d'abord trouvé du travail pour "balayer les sols" à l'Aquarium de New York. En 1927, il rencontre le financier et philanthrope américain Harry Payne Bingham. Ils lancent une série d'expéditions de biologie marine. Ces expéditions se poursuivent pendant plusieurs années en collaboration avec le Laboratoire océanographique de l'Université Yale, l'Institut océanographique de Woods Hole et le United States Bureau of Fisheries. En 1930, Bingham donne sa collection à l'Université Yale et crée la Bingham Oceanographic Foundation pour son soutien. Cela entraîne la fondation du laboratoire océanographique de Bingham au Musée Peabody d'histoire naturelle de l'université Yale,,.
Parr devient professeur d'océanographie à l'Université Yale en 1938. De 1938 à 1942, Parr est directeur du Musée Peabody d'histoire naturelle et est associé à l'Institut océanographique de Woods Hole en tant que chercheur et membre du conseil d'administration. De 1942 à 1959, il est directeur du Musée américain d'histoire naturelle. En 1959, il part pour devenir chercheur principal au musée. En 1968, il reçoit le titre de réalisateur émérite. Parmi ses domaines de recherche ultérieurs figure la classification des poissons Alepocephalidae.

## Vie privée
En 1925, il épouse Ella Hage Hanssen (1900–1991), fille de Peder Hansen, qui est membre du Parlement de Norvège. Il est décédé à Wilder, Vermont en 1991 à l'âge de 90 ans.

## Publications
- A practical revision of the western Atlantic species of the genus Citharichthys  –  1931
- The stomiatoid fishes of the suborder Gymnophotoderm  – 1927
- A Contribution To The Osteology And Classification Of The Orders Iniomi And Xenoberyces   –  1929
- Revision of the species currently referred to Alepocephalus, Halisauriceps, Bathytroctes and Bajacalifornia – 1952
- A new genus of Searsidae from Japan – 1953
- Mostly About Museums - 1959
- The fishes of the family Searsidae –  1960
- The Dreadful Lemon Sky" - 1974. John D. MacDonald.  Meyer quotes him "Whether you get an idea from looking into a sunset or into a beehive has nothing to do with its merits and possibilities."